# Amtsgericht Schleiden
Der Schleidener Stadtteil Gemünd ist Sitz des Amtsgerichts Schleiden (bis zum 30. September 1978 Amtsgericht Gemünd), welches für die Städte und Gemeinden Blankenheim, Dahlem, Hellenthal, Kall, Nettersheim und Schleiden im westlichen Kreis Euskirchen zuständig ist. In dem 664 km² großen Gerichtsbezirk leben rund 55.000 Menschen. Nachbaramtsgerichte sind Aachen, Daun, Düren, Euskirchen und Prüm.

## Geschichte
In Gemünd bestand bis 1879 das Friedensgericht Gemünd. Das königlich preußische Amtsgericht Gemünd wurde mit Wirkung zum 1. Oktober 1879 als eines von 16 Amtsgerichten im Bezirk des Landgerichtes Aachen im Bezirk des Oberlandesgerichtes Köln gebildet. Der Sitz des Gerichts war Gemünd. Sein Gerichtsbezirk umfasste den Kreis Schleiden außer dem Teil, der dem Amtsgericht Blankenheim zugeordnet war. Am Gericht bestanden 1880 zwei Richterstellen. Das Amtsgericht war damit ein mittelgroßes Amtsgericht im Landgerichtsbezirk. Gerichtstage wurden in Mechernich gehalten. Am 31. März 1970 wurde das heute noch erhaltene Gefängnis geschlossen. Zum 31. Dezember 1978 wurde das mit einem Richter besetzte Amtsgericht Blankenheim aufgelöst und sein Bezirk dem Amtsgericht Schleiden angegliedert.

## Übergeordnete Gerichte
Das dem Amtsgericht Schleiden übergeordnete Landgericht ist das Landgericht Aachen, welches wiederum dem Oberlandesgericht Köln untersteht.